# Pegomya cunicularia
Pegomya cunicularia är en tvåvingeart som först beskrevs av Camillo Rondani 1866.  Pegomya cunicularia ingår i släktet Pegomya och familjen blomsterflugor. Arten är reproducerande i Sverige. Inga underarter finns listade i Catalogue of Life.